# Грасвейк
Грасвейк (нід. Graswijk) — селище в нідерландській провінції Дренте. Входить до муніципалітету Ассен.
Його площа становить 2,34 км², а населення станом на 2021 рік складало 80 осіб.
Перша згадка про населений пункт датується 1850-ими роками.